# Parphorus auristriga
Parphorus auristriga är en fjärilsart som beskrevs av Max Wilhelm Karl Draudt 1924. Parphorus auristriga ingår i släktet Parphorus och familjen tjockhuvuden. Inga underarter finns listade i Catalogue of Life.